# Corrina Gould

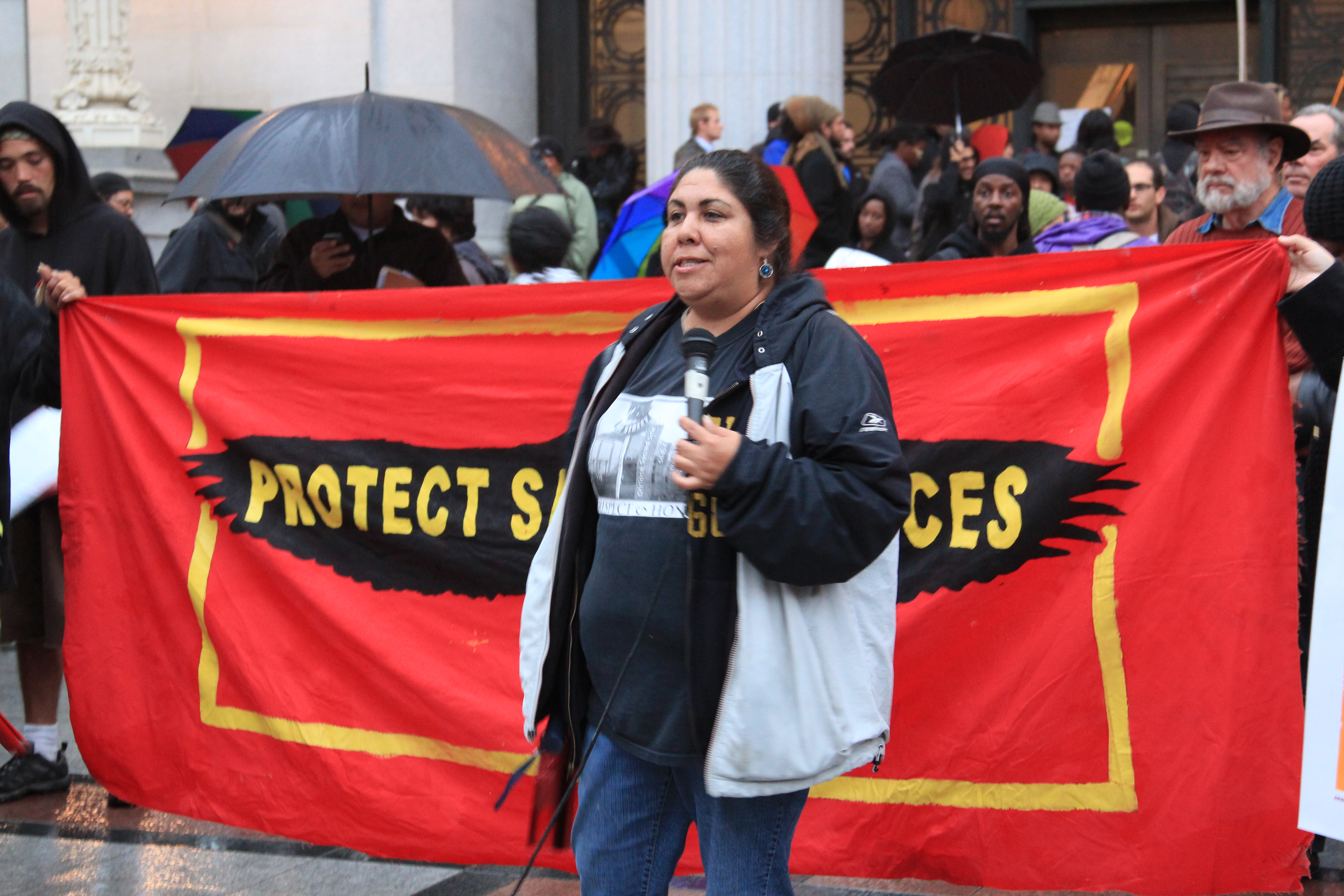
Corrina Gould em um protesto

Corrina Gould, das Aldeias Confederadas de Lisjan/Ohlone, é uma mulher Chochenyo e Karkin Ohlone e ativista de longa data, que trabalha para proteger, preservar e recuperar terras ancestrais dos povos Ohlone. O povo Ohlone vive na área atualmente ocupada pela Área da baía de São Francisco, Califórnia, Estados Unidos, e a tribo de Gould, especificamente, está localizada na região leste da baía (East Bay), em regiões atualmente ocupadas por Oakland, Berkeley e além.

## Vida inicial
Gould nasceu e cresceu na aldeia Ohlone de Huichin, em terra atualmente ocupada pela cidade de Oakland.

## Carreira
Gould atualmente trabalha em tempo integral no American Indian Child Resource Center (Centro de Pesquisa da Criança Nativa Americana), conduzindo um programa pós-escolar que fornece serviços para os estudantes nativos em Oakland. Ela tem uma prolífica história de cofundadora e de trabalhos em várias organizações ativistas.
Ela é a porta-voz das Aldeias Confederadas de Lisjan/Ohlone e cofundadora da Sogorea Te Land Trust, bem como da Indian People Organizing for Change (Povo Indígena Organizado para a Mudança).
Gould produziu vários documentários sobre os povos Ohlone e outros povos nativos. Os seus filmes incluem ”Buried Voices” – 2012 (“Vozes enterradas”), ”Injunuity” – 2013 e ”Beyond Recognition” – 2014 (“Além do reconhecimento”).
Além disso, Gould é membro do California Indigenous Environmental Association Board (Conselho da Associação Ambiental Indígena da Califórnia), bem como do Conselho de Diretores da Oakland Street Academy Foundation (Fundação da Academia de Rua de Oakland).

## Principais campanhas
Como principal organizadora do grupo Indian People Organizing for Change (IPOC), Gould trabalhou por mais de duas décadas para preservar e proteger os sambaquis de Ohlone, os antigos locais de sepultamento de seus ancestrais. Ela é cofundadora do IPOC, que patrocinou a Shellmound Peace Walk (Caminhada da Paz pelo Sambaqui) 2005-2009 e atualmente trabalha para proteger o sambaqui de West Berkeley. Ela também conduziu a campanha para a Taxa da Terra Shuumi, com o objetivo de retornar a terra para os povos indígenas através do Sogorea Te Land Trust.
Gould está atualmente focada no sambaqui de West Berkeley, no local do mais antigo povoamento conhecido na Bay Area. A datação por carbono coloca as primeiras adições ao sambaqui em aproximadamente 3700 a.C., com adições contínuas de uma aldeia no lugar até 800 d.C. Nessa ocasião, a aldeia foi relocada para lugar próximo, mas o sambaqui foi mantido para usos cerimoniais, inclusive como lugar para sepultamentos. Enquanto as porções do sambaqui que estavam sobre o solo – que segundo os registros tinham 90 metros de comprimento por nove metros de largura – foram removidas pelos habitantes brancos entre 1853 e 1910 e usadas para construir estradas e para usos comerciais, as porções subterrâneas permanecem. Elas estão atualmente cobertas por um estacionamento. Um incorporador com planos para construir um loteamento de alta densidade naquele local foi interrompido pela cidade de Berkeley, motivada pelo ativismo de Gould. Em 2000, o Conselho Municipal de Berkeley declarou o local como um marco histórico, e em setembro de 2020 o National Trust for Historic Preservation declarou o sítio como um dos 11 “lugares históricos mais ameaçados” nos Estados Unidos. Embora o empreendedor tenha tentado obter um processo de aprovação que não suscitasse tantos comentários públicos, a cidade não aceitou a requisição, tendo sido mais tarde apoiada nesta decisão por um juiz em um processo judicial. Gould e o IPOC continuaram a advogar pela preservação das porções remanescentes dos seus locais sagrados.
Em abril de 2011, Gould, Johnella LaRose, Wounded Knee De Ocampo e outros fizeram um protesto sentado em Sogorea Te, um lugar sagrado na atual cidade de Vallejo, Califórnia, que durou 109 dias. A ocupação levou ao apaziguamento cultural entre a cidade de Vallejo, o Distrito Recreacional da Grande Vallejo e duas tribos federalmente reconhecidas.